# برندن مالون
برندن مالون (انگلیسی: Brendan Malone؛ زادهٔ ۲۱ آوریل ۱۹۴۲) یک بازیکن بسکتبال اهل ایالات متحده آمریکا است.